# Demonax sauteri
Demonax sauteri là một loài bọ cánh cứng trong họ Cerambycidae.